# Lappmarksleden
Lappmarksleden är en 16 km lång vandringsled i Anundsjö socken, Örnsköldsviks kommun, som går mellan byn Rödvattnet vid Rödvattenssjön, och Stockholmsgata naturreservat på gränsen mot Lappland.
Vandringsleden går genom kuperad terräng. Vegetationen består mestadels av yngre tallskog, men på vissa ställen finns yngre björkskog och gammal granskog kvar. Leden passerar ibland även över myrar.
En km från Rödvattnet kan man göra en avstickare till ett kulturminne – Sjul Perssons kåta – där det även finns en rastplats. Kåtan är en rekonstruktion av Sjul Perssons lappkåta. Han anses ha flyttat till Rödvattnets by år 1830.
Leden är dåligt underhållen och anses bitvis svår att följa, något kommunen planerat att åtgärda under år 2020. Från Rödvattnet går leden norrut och passerar mellan Bredsjön och Långvattnet där det finns en förfallen bro över bäcken från Bredsjön.
Vid Långvattnet ska finnas en markerad stig till Lappvallen där rester från en samisk boplats ska finnas, bland annat rester av en kåta.  
Efter 7½ km kommer man till en tjärn – Mårdåstjärnen – där det finns en rastplats med vindskydd. 1,3 km efter Mårdåstjärnen kommer man till en skogsväg som man ska följa i 1,4 km fram till Bränntjärnskojan. Kojan är utrustad med eldstad, bord och sovbritsar. Platsen ligger vid utloppet från Bränntjärnen intill resterna av en flottningsdamm. 
Från kojan återstår 5 km till södra entrén till Stockholmsgata naturreservat, där det finns vindskydd, grillplatser och en övernattningsstuga – Folke Ricklunds stuga.

## Sjul Perssons kåta

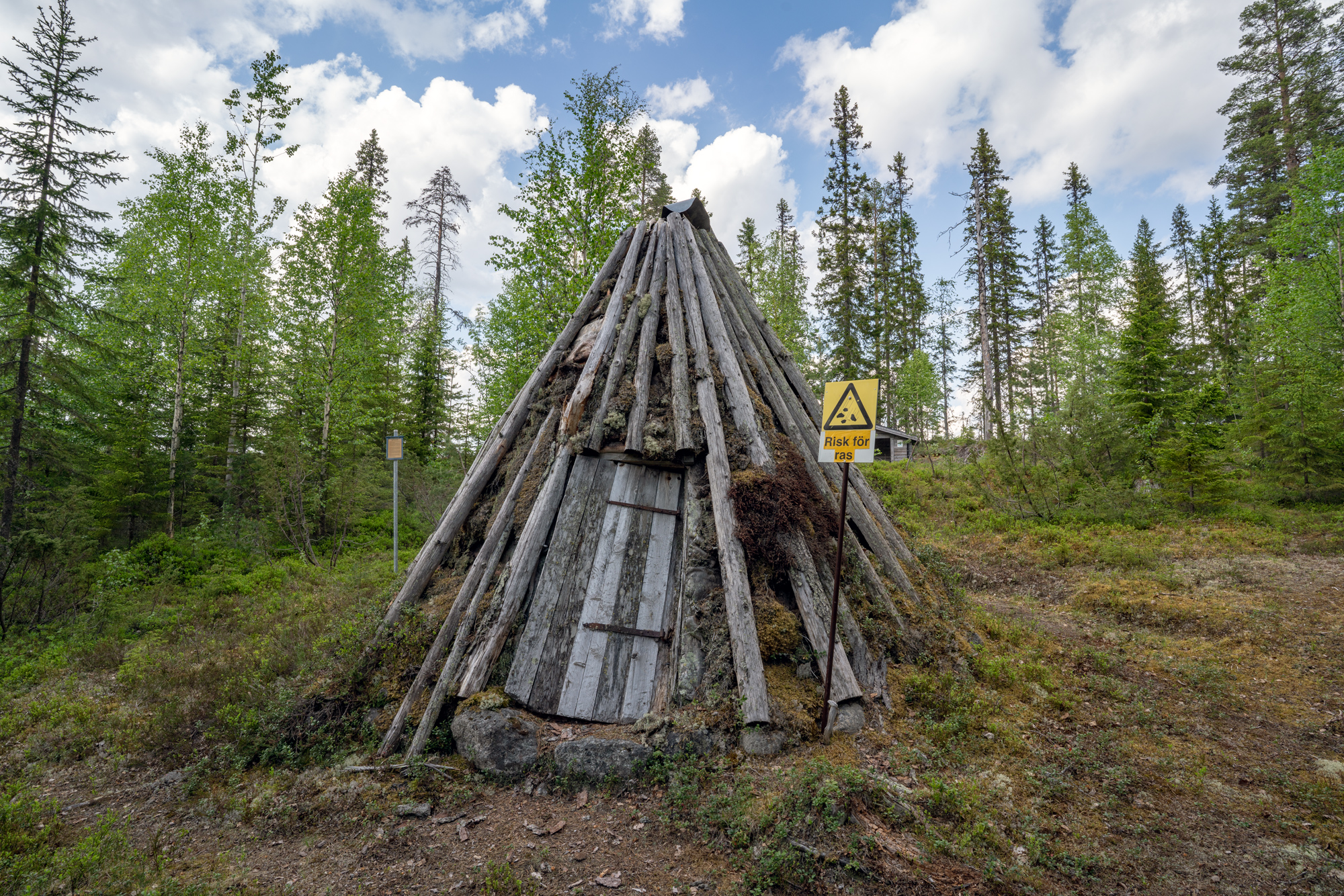
Sjul Perssons kåta.

Fattiga samer bosatte sig ofta fast i bondbyar nedåt Bottenhavskusten. De utförde då sysslor som getare och sockenlappar och hade ibland små jordbruk på ofri grund.
I Rödvattnets by, år 1759 grundad av den samiske båtsmannen Pehr Larsson Sachtmodig, fanns flera samer. En av dem var Sjul Persson som kom från Vattugården, också i Anundsjö socken, där han är känd åtminstone 1824. Sjul Persson flyttade 1830 till Rödvattnet vid Rödvattenssjön med sin hustru Anna Margareta Arvidssdotter. Hon dog där 1842 och han 1855. Det är obekant om de hade barn, men möjligen har det bott kvar en son i kåtan efter Sjul Perssons död, i så fall också med namnet Sjul.
Paret uppförde alltså och bodde i en torvkåta av traditionell modell i den skogsmark norr om Rödvattnet som efter Sjul kallas Sjul(ke)riset. De röjde även upp ett litet potatisland i närheten av kåtan. Platsen var delvis vald för sitt goda källvatten, något som samer i allmänhet var (och är) noga med. 
Nere vid stranden av sjön fanns Sjul Perssons speciella fiskesten, där han brukade stå och meta, av tradition kallad Sjulsten.
Vid skilda tillfällen under arbetsåret fick Sjul och Anna påhugg hos bönderna i byn och fick väl jaga, snara fågel och fiska i tjärnarna bäst som de hade lust. Rödvattensborna hade stora skogar som räckte till för alla, innan skogsbruket satte igång på allvar. Byn låg anlagd på Sveriges sydligaste lappskatteland, Stensundslandet, som vid denna tid innehades av skogslappen Nils Persson och hans stora familj med över 400 renar.
Kåtagrunden till Sjul Perssons kåta är bevarad som lagskyddad fornlämning. Rekonstruktionen står alltså på annan plats i närheten av grunden. Kallkällan är nu framrensad och en stig leder från vandringsleden Lappmarksleden ned till Sjulsten vid sjöstranden.

## Galleri

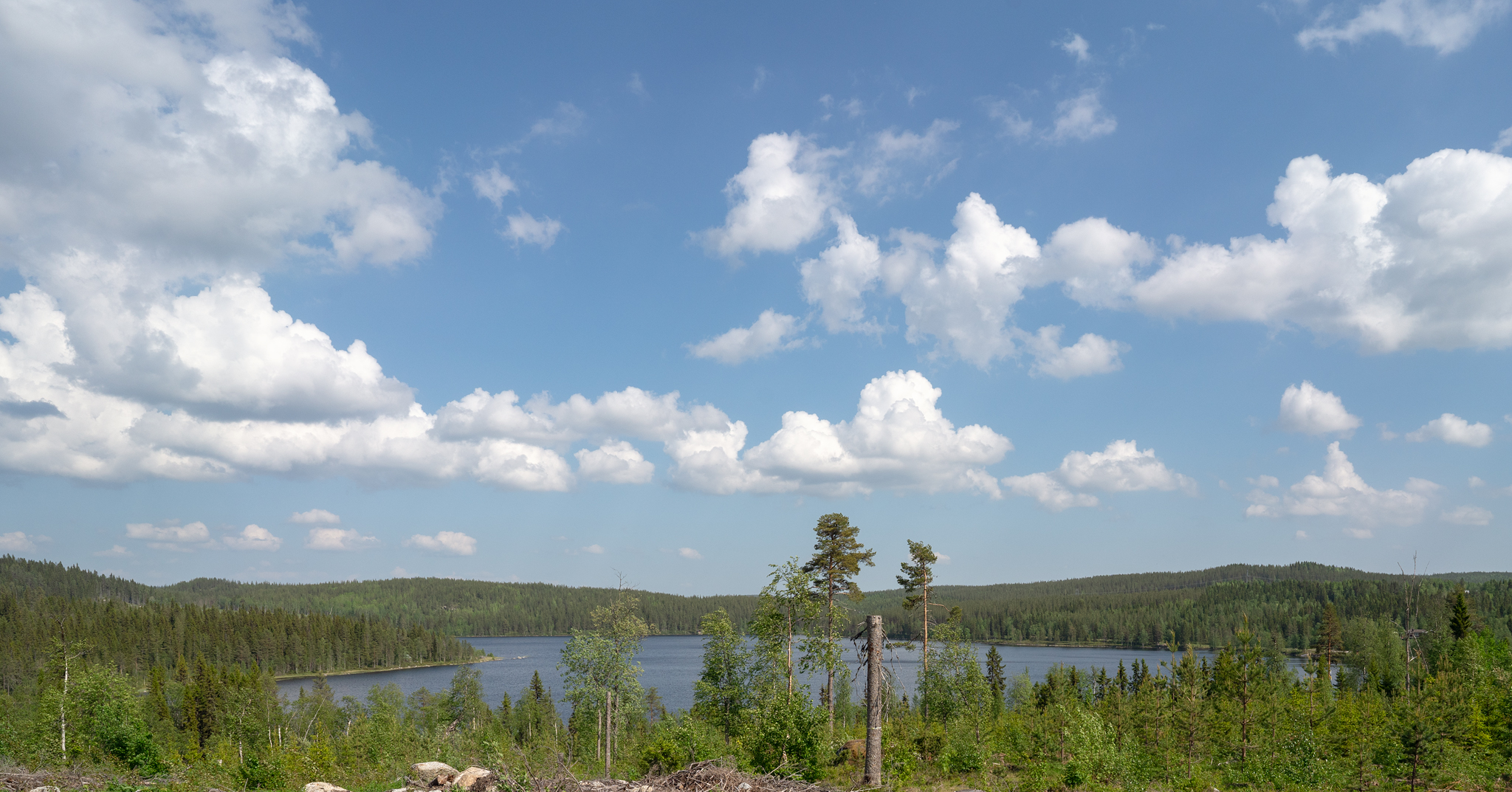
Rödvattenssjön.
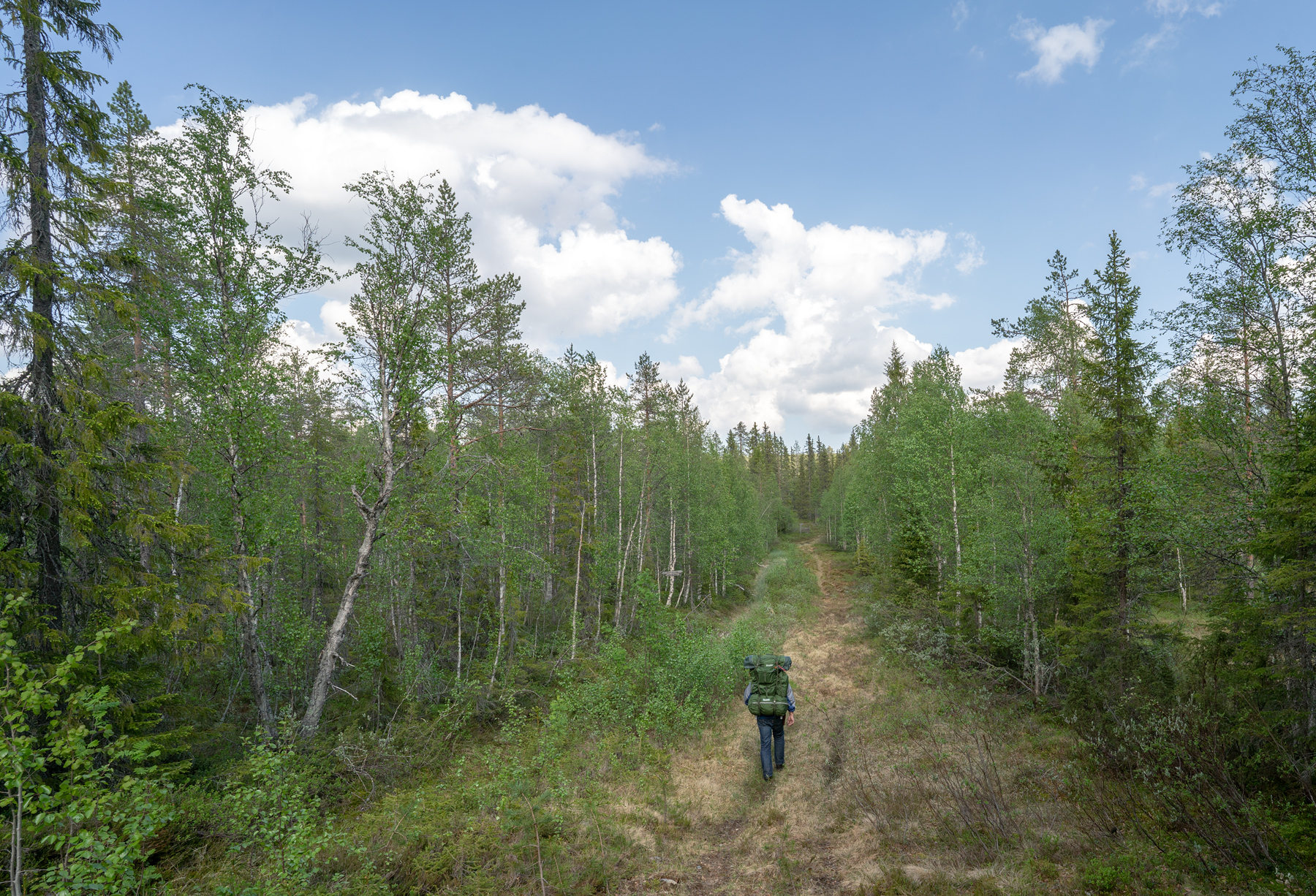
Lappmarksleden går över en myr väster om Rödvattenssjön.
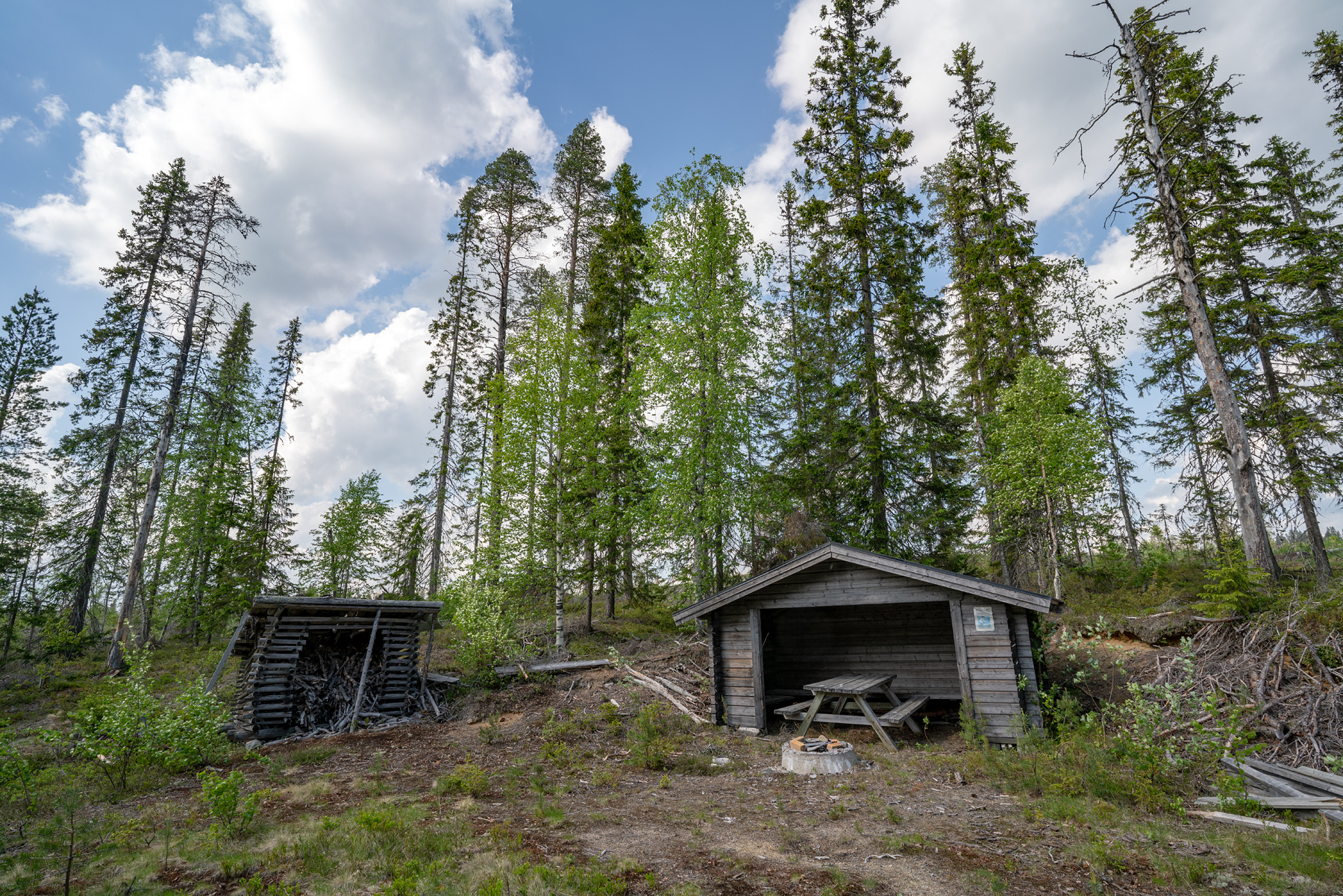
Rastplatsen nära Sjul Perssons kåta.
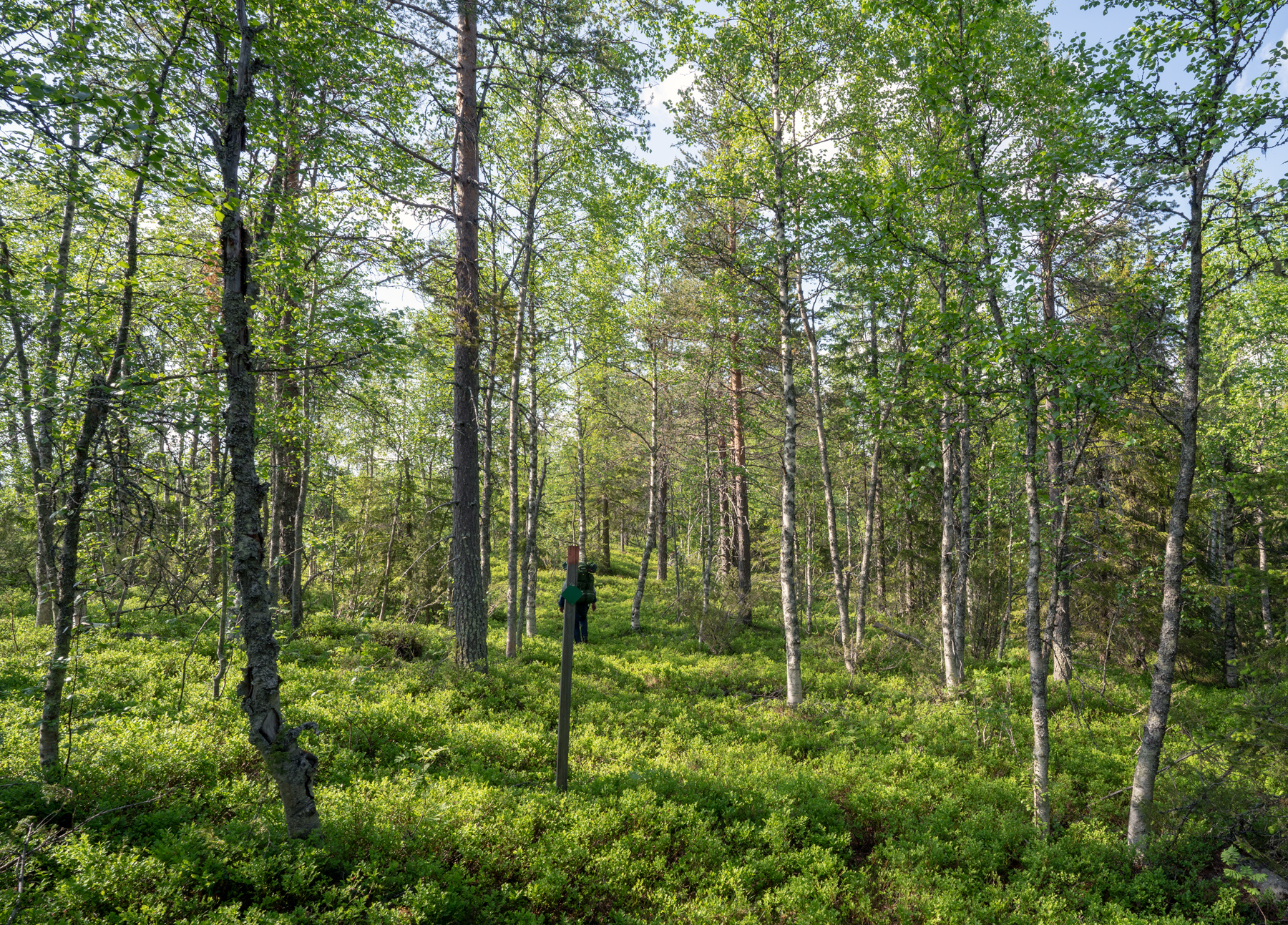
I början följer Lappmarksleden ett skidspår.

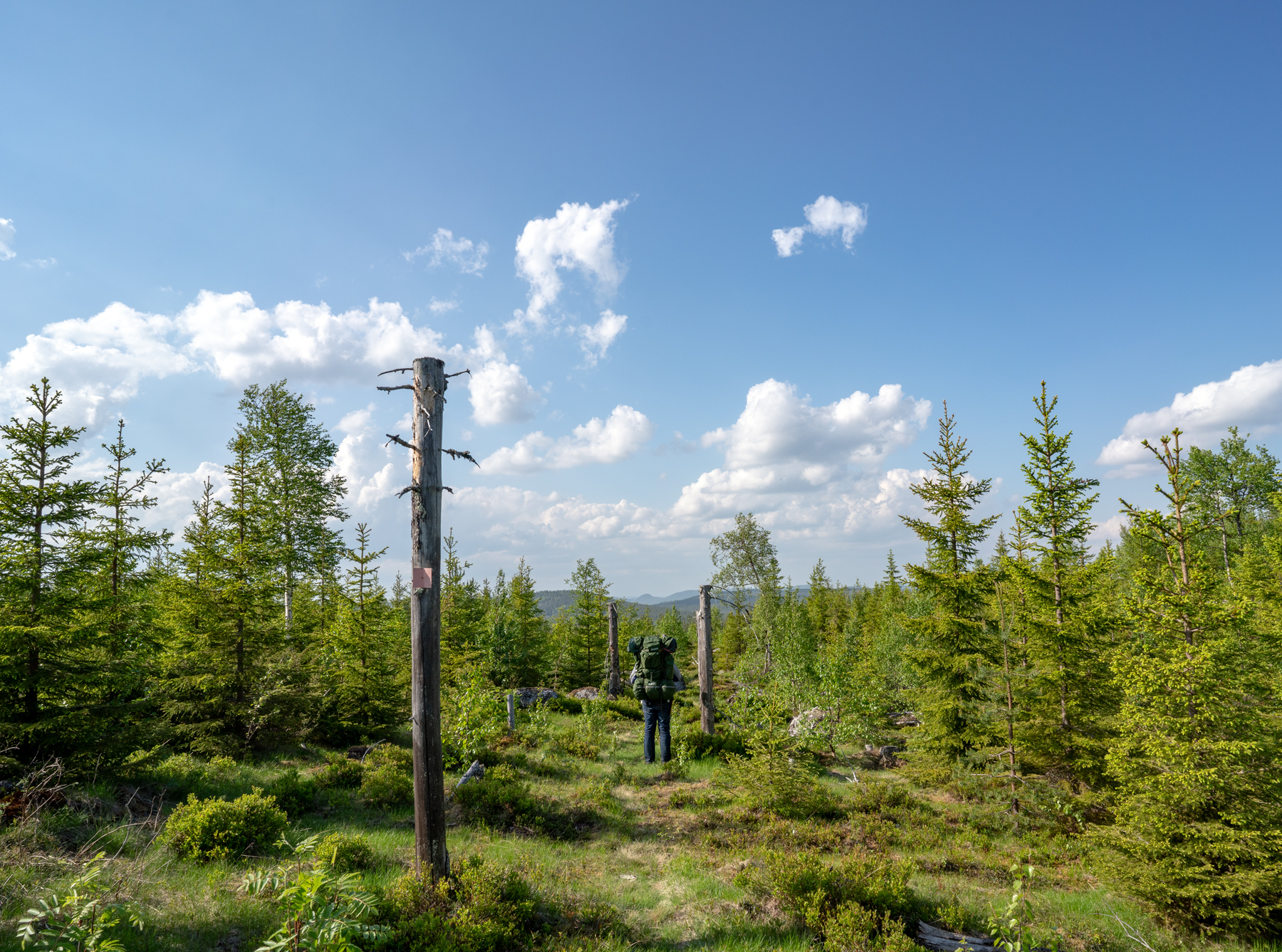
Leden passerar en skogsplantering.
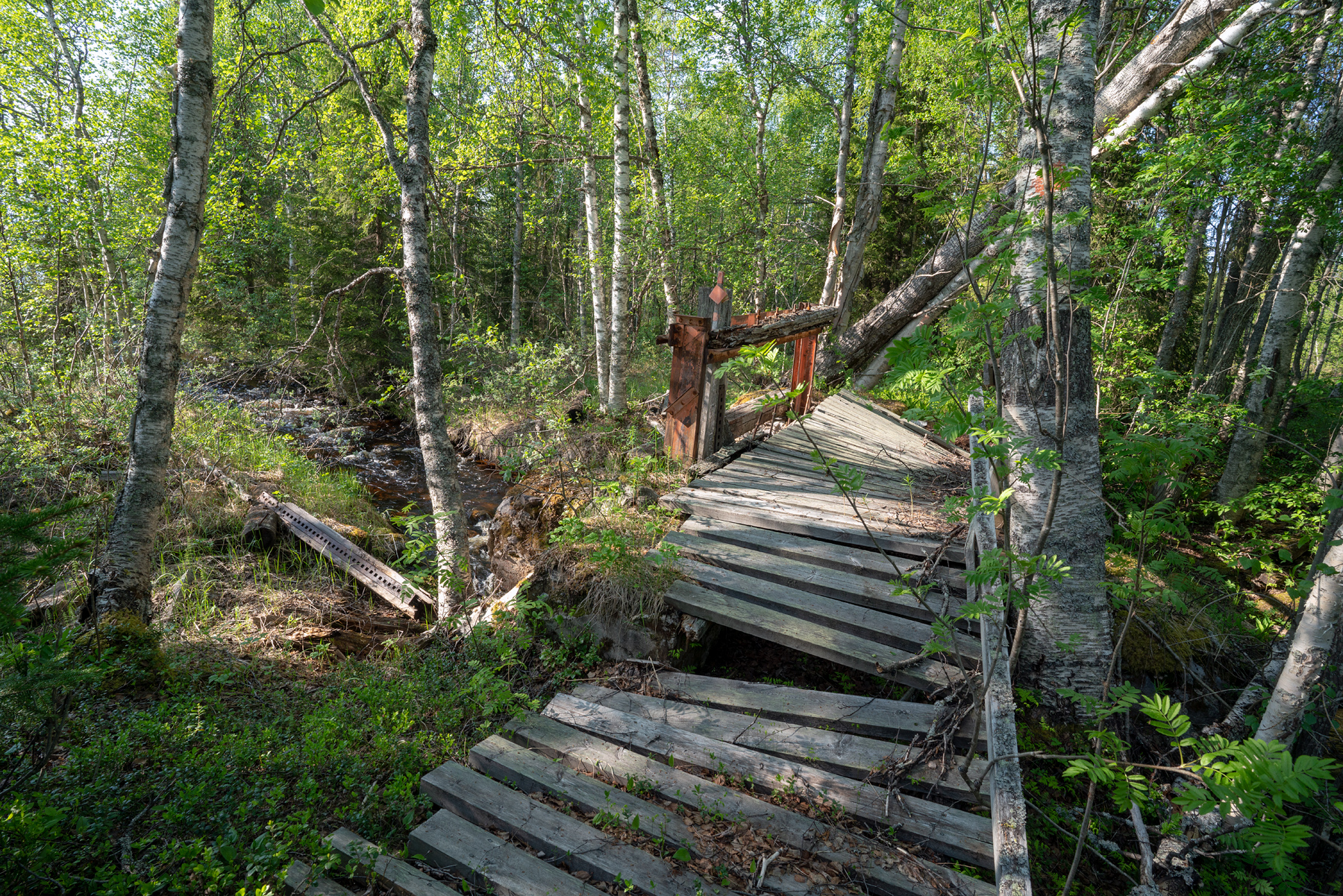
Bron över bäcken mellan Bredsjön och Långvattnet.
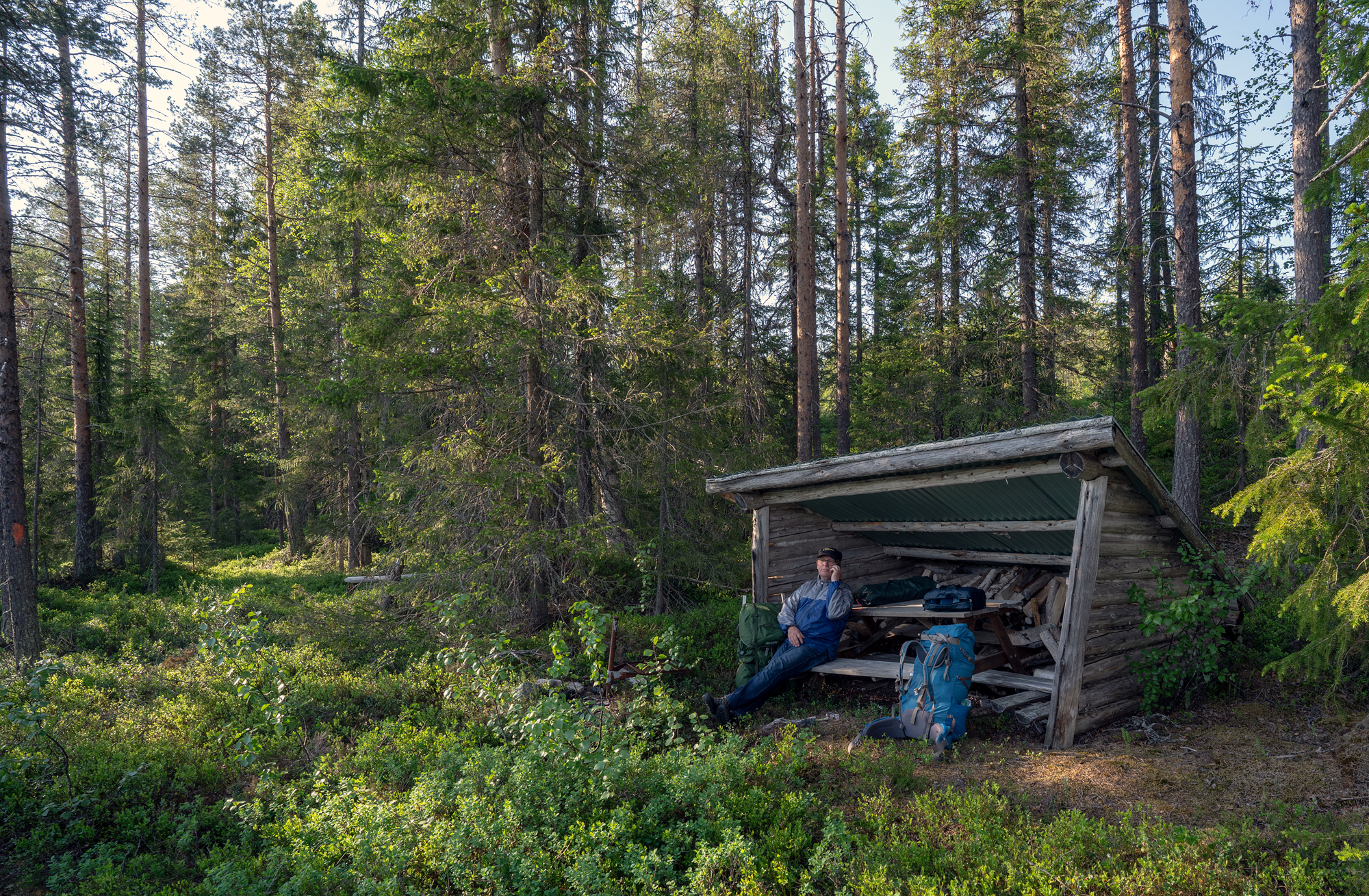
Vindskyddet vid Mårdåstjärnen.
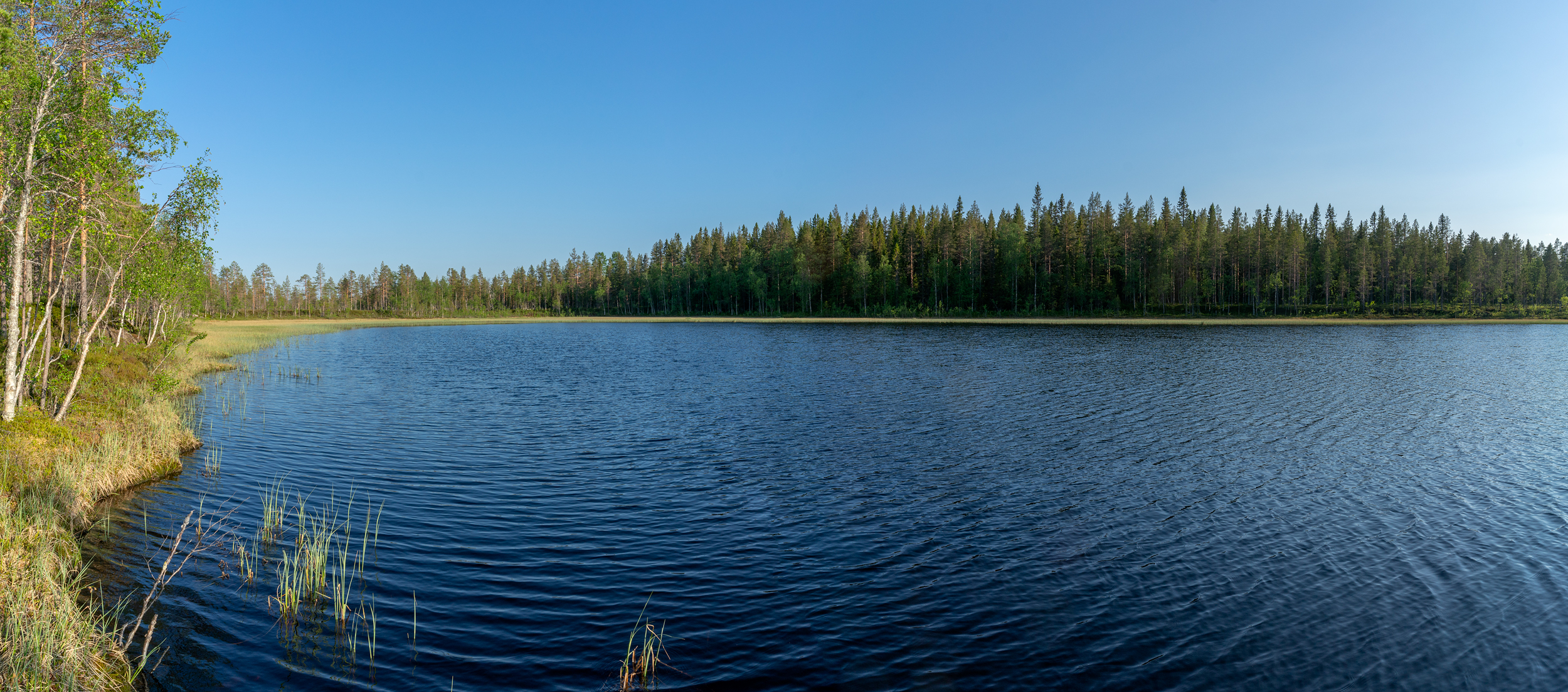
Mårdåstjärnen.

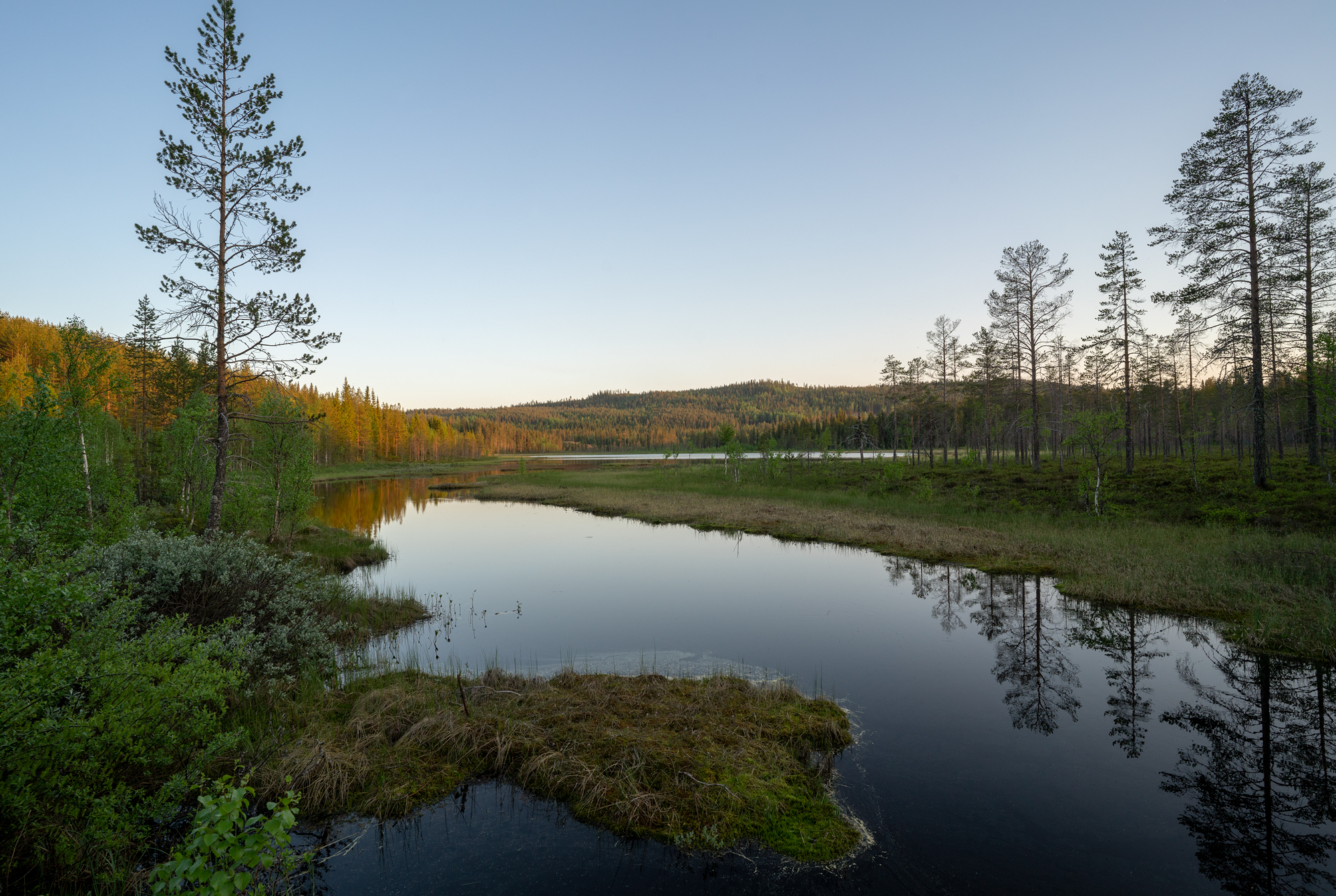
Bränntjärnen.
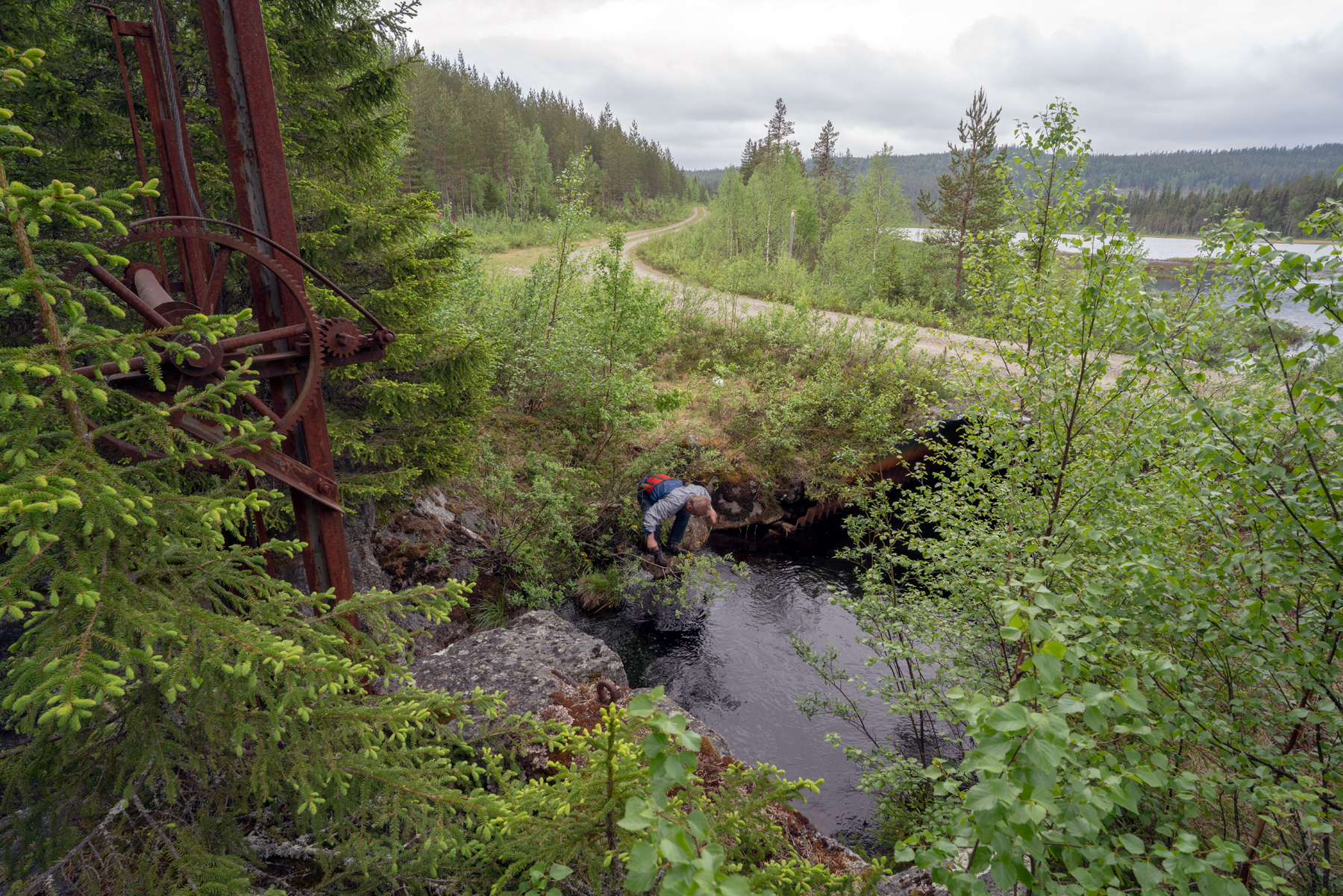
Dammluckan vid Bränntjärnens utlopp.
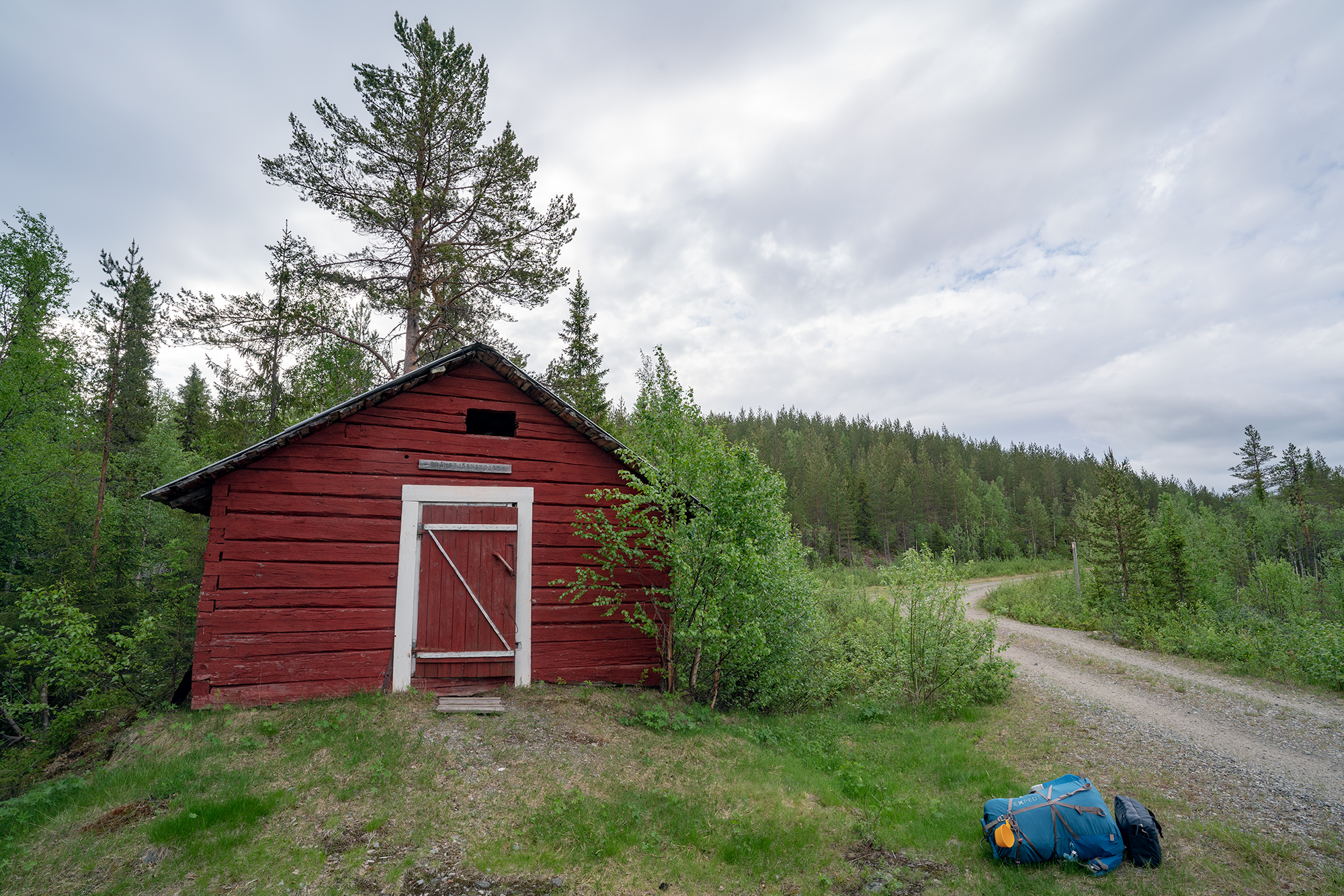
Bränntjärnskojan.